# Vallée d'Aoste (coalizione)
Vallée d'Aoste (pron. fr. AFI: [vale dɔst]) è una coalizione politica valdostana centrista, a tutela delle minoranze linguistiche della Valle, nata nel 1983 come lista elettorale con il nome Vallée d'Aoste - Autonomie Progrès Fédéralisme (lista "Federalismo").
La coalizione ha sempre avuto come perno l'Union Valdôtaine. Oltre a essa, hanno fatto parte della coalizione Vallée d'Aoste anche la Stella Alpina e la Fédération Autonomiste e, ancora prima, l'Union Valdôtaine Progressiste (UVP), i Democratici Popolari (DP), gli Autonomisti Democratici Progressisti (ADP), l'Alleanza Popolare Autonomista (APA) e Pour la Vallée d'Aoste (PVA).
Dal 1983 fino al 2006 il contrassegno elettorale della lista comprendeva soltanto il simbolo dell'Union Valdôtaine, dal 2008 invece sono stati aggiunti anche i simboli di Stella Alpina e Fédération Autonomiste.

## Storia

### La coalizione alle Elezioni politiche italiane del 2006
La lista si è presentata come intesa tra l'Union Valdôtaine e i movimenti Stella Alpina e Fédération Autonomiste, nei collegi uninominali della Valle d'Aosta alla Camera e al Senato. Ha ottenuto 24 000 voti (30,7%) per Marco Viérin di SA alla Camera e 23.500 voti (32%) per Augusto Rollandin dell'UV al Senato, senza eleggere tuttavia alcun parlamentare.

### Elezioni politiche italiane del 2008
La lista ha preso la denominazione Vallée d'Aoste, è stata appoggiata da Union Valdôtaine, Fédération Autonomiste e Stella Alpina, candidando due esponenti dell'UV, Antonio Fosson al Senato, assessore regionale alla Sanità nella legislatura 2003-2008, e Ego Perron alla Camera, attuale presidente del Consiglio della Valle. Fosson è stato eletto al Senato, mentre Perron ha perso contro il parlamentare uscente Roberto Nicco.

### Elezioni regionali in Valle d'Aosta del 2008, sopra il 60%
Alle elezioni del 25 maggio le forze autonomiste di Union Valdôtaine, Stella Alpina e Fédération Autonomiste si presentano unite a sostegno di Augusto Rollandin contro PD e centrosinistra da una parte e PdL dall'altra. Alla fine, con il 61,95% dei suffragi, la loro vittoria schiacciante conferma l'Union Valdôtaine alla guida della Regione.

### Apparentamento con il PDL per le Elezioni europee del 2009
La lista è stata presentata in apparentamento con Il Popolo della Libertà, ottenendo 32.926 voti (lo 0,10% su base nazionale e lo 0,37% nella circoscrizione nordoccidentale: di questi, 20.686 sono stati raccolti in Valle d'Aosta, pari al 37,1%) e non riuscendo ad eleggere nessun parlamentare europeo.

### Elezioni politiche italiane del 2013, un seggio in entrambi i rami del Parlamento
Nel febbraio 2013, l'Union Valdôtaine, Stella Alpina e la Fédération Autonomiste si presentano con la sola dicitura Vallée d'Aoste (senza Autonomie progrès fédéralisme). La lista riesce ad eleggere Albert Lanièce al Senato della Repubblica e Rudi Marguerettaz alla Camera dei deputati. Il primo aderisce al gruppo parlamentare denominato «Per le Autonomie - Partito Socialista Italiano» mentre il secondo entra nel gruppo parlamentare «Lega Nord e Autonomie»..

### La vittoria di misura alle Elezioni regionali in Valle d'Aosta del 2013
Alle elezioni del 26 maggio Union Valdôtaine, Stella Alpina e Fédération Autonomiste si presentano nuovamente insieme a sostegno del candidato Augusto Rollandin e, pur subendo un calo di consensi, ottengono 34.517 suffragi, pari al 47,90% e risultano la coalizione più votata, confermandosi al governo della regione con 18 consiglieri su 35.
La coalizione di fatto finisce nel giugno 2016, quando in consiglio regionale si registra un cambio di maggioranza, con l'ingresso in giunta dell'Union Valdôtaine Progressiste.

### Elezioni politiche italiane del 2018
Riflettendo la nuova coalizione formatasi nel Consiglio regionale nell'ottobre 2017, con l'elezione di Laurent Viérin a presidente della Valle d'Aosta, viene formata la lista Vallée d'Aoste - Tradition et Progrès composta da Partito Democratico (PD), Union Valdôtaine (UV), Union Valdôtaine Progressiste (UVP) e Edelweiss Popolare Autonomista Valdostano (EPAV), Contemporaneamente la Stella Alpina ha contribuito invece a formare un'altra lista, denominata Per Tutti - Pour Tous - Pe Tcheut.
Vallée d'Aoste ha ottenuto il 21,7% alla Camera (giungendo seconda, dietro alla vincente Elisa Tripodi del Movimento 5 Stelle) e il 25,8% al Senato (giungendo prima ed eleggendo quindi a senatore Albert Lanièce).
La coalizione non si presenta invece alle successive elezioni regionali in Valle d'Aosta del 2018: Union Valdôtaine, Union Valdôtaine Progressiste e Partito Democratico corrono infatti da soli, mentre EPAV candida l'assessore uscente Mauro Baccega nella lista dell'UV.

### Elezioni politiche italiane del 2022
La coalizione viene riproposta nelle elezioni politiche in Italia del 2022 con la tradizionale denominazione Vallée d'Aoste - Autonomie Progrès Fédéralisme, che include Partito Democratico - Italia Democratica e Progressista, Union Valdôtaine, Alliance Valdôtaine, Vallée d'Aoste Unie, Stella Alpina e Azione - Italia Viva, ottenendo il 38,63% dei voti alla Camera (in cui è eletto Franco Manes), mentre il 33,63% ottenuto al Senato fa giungere la lista al secondo posto con uno scarto di appena 227 voti rispetto al candidato di centrodestra eletto con il 34,05%.

## Composizione

### Composizione attuale
| Partito | Partito              | ideologia                                     | Anni            |
| ------- | -------------------- | --------------------------------------------- | --------------- |
|         | Union Valdôtaine     | centrismo                                     | dal 1983        |
|         | Stella Alpina        | regionalismo, cristianesimo democratico       | 2006-2016, 2022 |
|         | Partito Democratico  | socialdemocrazia, cristianesimo sociale       | 2022            |
|         | Alliance Valdôtaine  | regionalismo, liberalismo sociale, ecologismo | 2022            |
|         | Vallée d'Aoste Unie  | regionalismo, liberalismo sociale             | 2022            |
|         | Azione - Italia Viva | liberalismo                                   | 2022            |

### Ex partiti membri
| Partito | Partito                              | ideologia                                           | Anni      |
| ------- | ------------------------------------ | --------------------------------------------------- | --------- |
|         | Fédération Autonomiste               | regionalismo, centrismo                             | 2006-2013 |
|         | Il Popolo della Libertà              | conservatorismo liberale, cristianesimo democratico | 2013      |
|         | Unione di Centro                     | cristianesimo democratico                           | 2013      |
|         | Lega Nord                            | regionalismo, populismo di destra                   | 2013      |
|         | Autonomisti Democratici Progressisti | regionalismo, cristianesimo sociale                 | 1984-1998 |
|         | Union Valdôtaine Progressiste        | regionalismo, cristianesimo sociale                 | 1983      |
|         | Democratici Popolari                 | regionalismo, cristianesimo sociale                 | 1983      |

## Risultati elettorali
| Elezione                                                                                    | Elezione       | Voti   | %     | Seggi |
| ------------------------------------------------------------------------------------------- | -------------- | ------ | ----- | ----- |
| Politiche 1983                                                                              | Camera         | 28.086 | 38,87 | 1     |
| Politiche 1983                                                                              | Senato         | 26.547 | 42,69 | 1     |
| Politiche 1987                                                                              | Camera         | 41.707 | 55,15 | 1     |
| Politiche 1987                                                                              | Senato         | 35.830 | 54,64 | 1     |
| Politiche 1992                                                                              | Camera         | 41.404 | 49,58 | 1     |
| Politiche 1992                                                                              | Senato         | 34.150 | 47,40 | 1     |
| Politiche 1994                                                                              | Camera         | 43.700 | 54,08 | 1     |
| Politiche 1994                                                                              | Senato         | 27.493 | 38,27 | 1     |
| Politiche 1996                                                                              | Camera         | 37.431 | 48,59 | 1     |
| Politiche 1996                                                                              | Senato         | 29.538 | 44,17 | 1     |
| Politiche 2001                                                                              | Camera         | 25.577 | 34,96 | 1     |
| Politiche 2001                                                                              | Senato         | 32.429 | 49,31 | 1     |
| Politiche 2006                                                                              | Camera         | 24.118 | 30,66 | 0     |
| Politiche 2006                                                                              | Senato         | 23.573 | 31,98 | 0     |
| Politiche 2008                                                                              | Camera         | 28.357 | 37,84 | 0     |
| Politiche 2008                                                                              | Senato         | 29.191 | 41,39 | 1     |
| Regionali 2008                                                                              | Regionali 2008 | 45.520 | 61,95 | 23    |
| Europee 2009                                                                                | Europee 2009   | 32.913 | 0,11  | 0     |
| Politiche 2013                                                                              | Camera         | 18.376 | 25,36 | 1     |
| Politiche 2013                                                                              | Senato         | 24.609 | 37,03 | 1     |
| Regionali 2013                                                                              | Regionali 2013 | 34.517 | 47,90 | 18    |
| Politiche 2018                                                                              | Camera         | 14 429 | 21,74 | 0     |
| Politiche 2018                                                                              | Senato         | 15 958 | 25,76 | 1     |
| Politiche 2022                                                                              | Camera         | 20 763 | 38,63 | 1     |
| Politiche 2022                                                                              | Senato         | 18 282 | 33,63 | 0     |
| 1. 2. Per le elezioni politiche i dati sono relativi alla sola circoscrizione Valle d'Aosta |                |        |       |       |